# Хемби, Натали
Натали Хемби (англ. Natalie Hemby) — американская кантри-певица, автор песен, автор-исполнитель, номинант и лауреат нескольких премий, включая Грэмми за песню Леди Гаги «I’ll Never Love Again».
Она автор восьми песен, которые занимали первое место в чартах Billboard. Среди её хитов «White Liar» и «Only Prettier» (Миранда Ламберт), «Pontoon» and «Tornado» (Little Big Town), «Drinks After Work» (Тоби Кит) и «Automatic» (Миранда Ламберт). Сочиняет для музыкантов лейбла Universal Music Group Nashville (UMPG), а ранее для EMI Publishing и Carnival Music.

## Биография
См. также «Natalie Hemby Early life» в английском разделе.
Родилась 24 марта 1977 года. Полное имя Natalie Nicole Hemby Wrucke. Её родители - Нашвильский студийный гитарист Том Хемби и Deanna Hemby.

### The Highwomen
Хемби была объявлена последним четвёртым участником кантри-группы The Highwomen, в которую уже входили Брэнди Карлайл, Марен Моррис и Аманда Шайрс, 1 апреля 2019 года, когда группа впервые выступила вживую на Bridgestone Arena в рамках Концерт, посвященный 87-летию Лоретты Линн. «Redesigning Women» был выпущен 19 июля 2019 года как первый сингл с их одноименного дебютного альбома, релиз которого был 6 сентября 2019 года.

## Личная жизнь
Хемби замужем за продюсером Майком Вруке (Mike Wrucke).

## Дискография
См. также «Natalie Hemby discography» в английском разделе.

### Сольные альбомы
- Puxico (2017)
- Pins and Needles (2021)

### Вместе с The Highwomen
- The Highwomen (2019)

## Награды и номинации
| Год  | Ассоциация                                             | Категория                          | Работа                                 | Результат |
| ---- | ------------------------------------------------------ | ---------------------------------- | -------------------------------------- | --------- |
| 2010 | Academy of Country Music                               | Song of the Year                   | «White Liar»                           | Номинация |
| 2010 | Country Music Association                              | Song of the Year                   | «White Liar»                           | Номинация |
| 2013 | Country Music Association                              | Song of the Year                   | «Pontoon»                              | Номинация |
| 2014 | Country Music Association                              | Song of the Year                   | «Automatic»                            | Номинация |
| 2014 | Nashville Songwriters Association International Awards | Song of the Year                   | «Automatic»                            | Победа    |
| 2015 | Academy of Country Music                               | Song of the Year                   | «Automatic»                            | Победа    |
| 2015 | Grammy Awards                                          | Лучшая кантри-песня                | «Automatic»                            | Номинация |
| 2019 | Country Music Association                              | Song of the Year                   | «Rainbow»                              | Номинация |
| 2020 | Grammy Awards                                          | Song of the Year                   | «Always Remember Us This Way»          | Номинация |
| 2020 | Grammy Awards                                          | Best Song Written for Visual Media | «I’ll Never Love Again» (Film Version) | Победа    |
| 2020 | Academy of Country Music                               | Group of the Year                  | The Highwomen                          | Номинация |
| 2020 | CMT Awards                                             | Group Video of the Year            | «Crowded Table»                        | Номинация |
| 2020 | Country Music Association                              | Song of the Year                   | «Bluebird»                             | Номинация |
| 2021 | Grammy Awards                                          | Лучшая кантри-песня                | «Bluebird»                             | Номинация |
| 2021 | Grammy Awards                                          | Лучшая кантри-песня                | «Crowded Table»                        | Победа    |